# Agentskolan
Agentskolan (även känd under titeln Agentpolare) (engelska: Feds) är en amerikansk långfilm från 1988 i regi av Daniel Goldberg, med Rebecca De Mornay, Mary Gross, Ken Marshall och Fred Dalton Thompson i rollerna.

## Handling
Ellie DeWitt (Rebecca De Mornay) är en före detta marinsoldat som vill bli FBI-agent. Hon har fysiken men hon är inte alls lika bra på att plugga. Tur för henne delar hon rum med Janis Zuckerman (Mary Gross) som har det motsatta problemet. Tillsammans kan de ta sig igenom utbildningen.

## Rollista
| Rebecca De Mornay    | – Elizabeth 'Ellie' De Witt |
| Mary Gross           | – Janis Zuckerman           |
| Ken Marshall         | – Brent Shepard             |
| Fred Dalton Thompson | – Bill Bilecki              |
| Larry Cedar          | – Howard Butz               |
| Raymond Singer       | – George Hupperman          |
| James Luisi          | – Sperry                    |
| Rex Ryon             | – Parker                    |
| Norman Bernard       | – Bickerstaff               |
| Don Stark            | – Willy                     |
| David Sherrill       | – Duane                     |
| Jon Cedar            | – Senior Agent              |
| Tony Longo           | – Sailor                    |
| Bradley Weissman     | – Graham                    |
| Michael Chieffo      | – Louie                     |